# Mladšij naučnyj sotrudnik
Mladšij naučnyj sotrudnik (Младший научный сотрудник) è un film del 1978 diretto da Valerij Rodčenko.

## Trama
Il film racconta la relazione tra il giovane ricercatore dell'istituto di ricerca Tat'jana Kolotova e il direttore di questo istituto di ricerca - Georgij Vladimirovič Ivercev.